# Läroplan i Sverige
Läroplan i Sverige är den läroplan som gäller i Sverige. Den är en förordning som utfärdas av Sveriges regering och gäller hela skolsystemet. Läroplanen anger de värden som skolan ska bygga sin undervisning på och de mål som eleven ska nå (kunskapskrav). Förskolans läroplan har endast strävansmål. De nu gällande läroplanerna är Läroplanen för förskolan (Lpfö 18), Grundskolans läroplan: Lgr22, Grundsärskolans läroplan: Lgrsär22, Specialskolans läroplan: Lspec22, Sameskolans läroplan: Lsam22, Gymnasieskolans läroplan, Gy11 (reviderad 2021). 

## Historik
Planer för förskolan har tidigare fastställts av socialstyrelsen, bland annat Pedagogiskt program för förskolan 1987 på uppdrag av riksdagen. Den första läroplanen för förskolan kom 1998.
Tidigare benämningar på läroplan i folkskolan i Sverige var normalplan. Från 1919 var benämningen undervisningsplan. 1955 fick den svenska folkskolan en ny undervisningsplan. Grundskolan i Sverige fick nya läroplaner 1962 (Lgr 62), 1969 (Lgr 69), 1980 (Lgr 80), 1994 (Lpo 94), 2011 (Lgr 11) och 2022 (Lgr22) (Sundberg, 2021).
Den moderna svenska gymnasieskolans första läroplan kom 1970 (Lgy 70), nästa kom 1994 (Lpf 94) och den nuvarande 2011 (Gy 2011) som reviderades på nytt 2021.
Nya läroplaner kom 2011: Läroplan för grundskolan, förskoleklassen och fritidshemmet (Lgr 11) samt Läroplanen för gymnasiet (Gy 2011). De presenterades av dåvarande utbildningsminister Jan Björklund (Fp/L) den 11 oktober 2010.Läroplanerna för grundskola och gymnasium reviderades 2021-2022. 